# João Canto e Castro
João Maria de Lemos do Canto e Castro (Lisboa, 6 de Novembro de 1952) é um violinista, violetista, ator, humorista e imitador de vozes português.

## Biografia
Estudou no Colégio Moderno.
Entre 1985 e 1989 estudou no Conservatório Nacional onde aprendeu viola de arco com o professor François Broos, que foi o introdutor deste instrumento em Portugal.

## Carreira artística
Cedo revelou os seus dotes de imitador. Inicialmente em ambiente familiar ou entre amigos pregava algumas partidas imitando vozes. No Colégio Moderno, onde estudou, imitava as vozes dos seus professores. Em 1969-1970, participou em festas de cariz solidário em várias paróquias ou de grupos de escuteiros, em associações recreativas e em várias coletividades onde, de início, fazia imitações de António de Oliveira Salazar, Marcelo Caetano, Pedro Homem de Melo, Vitorino Nemésio e Sousa Veloso.
Cumpriu o serviço militar no Exército Português entre 1973 e 1974. Durante este período pregou uma partida aos seus superiores hierárquicos, imitando ao telefone a voz de Marcelo Caetano, dizendo que os ordenados iriam ser reduzidos. Esta brincadeira quase lhe valeu uma pena de prisão!
Os primeiros espetáculos de imitações em diversos locais de Portugal foram realizados na companhia de Chico Dias, Gonçalo Lucena e Carlos Alves.
Posteriormente com regularidade animou os serões no "Velho Páteo de Santana", o restaurante lisboeta do fadista Gonçalo da Câmara Pereira, a que se chamou "Imita Bar" e mais tarde "A Tribuna do João".
Possuidor de um talento vocal absolutamente excecional, o "Homem das mil vozes" como também é conhecido, imitou, até ao momento mais de 600 vozes diferentes, como por exemplo: Cavaco Silva, Mário Soares, José Sócrates, Durão Barroso, Pinto da Costa, Luís Filipe Scolari, Pedro Passos Coelho, Medina Carreira, José Hermano Saraiva, Vítor Gaspar, Pedro Santana Lopes, Marcelo Rebelo de Sousa, Alberto João Jardim, Jerónimo de Sousa, Paulo Portas, António Costa, D. Duarte Pio de Bragança, Vasco Granja, Bruno de Carvalho, Vasco Santana, Marechal António de Spínola,  Herman José, Fernando Mendes, Victorino de Almeida, Álvaro Cunhal, Carlos Carvalhas, António Silva, Tony de Matos, Max, SS Papa S. João Paulo II, SS Papa Francisco, Valentim Loureiro, Marechal Costa Gomes, Ramalho Eanes, António Lopes Ribeiro, José Viana, Joe Berardo, Raul Solnado, Vicente da Câmara, entre muitos outros. Todos desfilam num cortejo de vozes diferentes apenas com um objetivo: divertir o público.

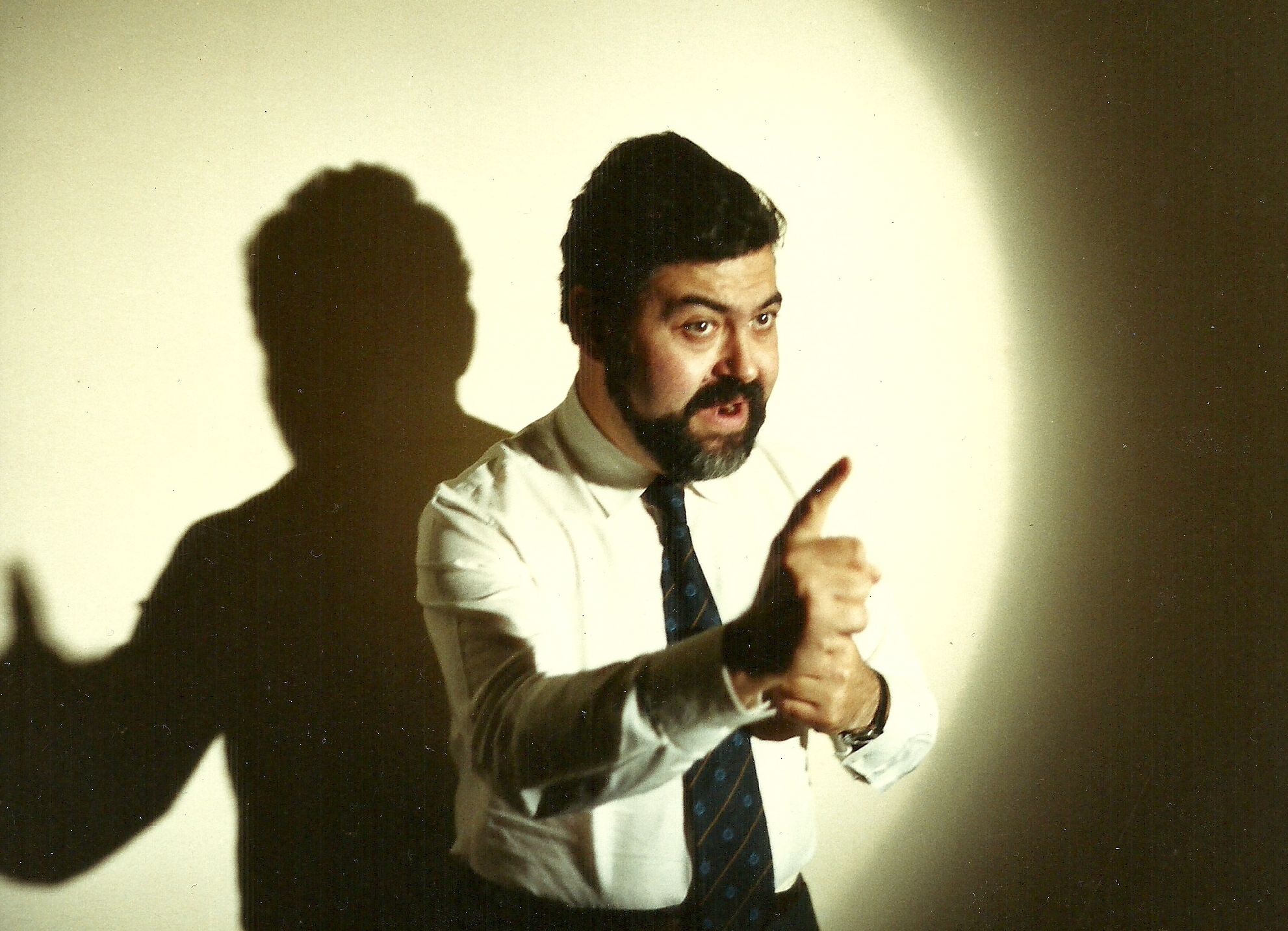
João Canto e Castro realizando uma imitação

Participou na apresentação e animação de inúmeras festas de Carnaval, de Passagem de Ano ou de outros eventos em diversos pontos do país designadamente:
- Carnaval de Loulé
- A Grande Noite do Fado
- Natal dos Hospitais
- Espetáculo de Amália Rodrigues no Hotel Altis
- Espetáculo na Aula Magna
- Espetáculo em Paderne
- Espetáculo em Tábua
- Espetáculos do Banco Português do Atlântico em Vila da Feira e nos Açores
- I Convenção Tintas Dyrup
- Sindicato dos Magistrados no Hotel Sheraton
- Teatro da Trindade (INATEL)
- Lever - Hotel Altis
- EDP Sines
- Ovar
- Olá - Hotel Meridien

Em Junho de 1995 participou na Revista à Portuguesa "De Afonso Henriques a Mário Soares", de Filipe la Féria, no Teatro Politeama, imitando José Hermano Saraiva em voz off.
Participou na Revista "A Grande Festa", de Francisco Nicholson.
Para além da sua longa carreira na rádio, televisão e teatro como imitador e cantor-imitador destaca-se o seu trabalho ou participação nos seguintes programas:

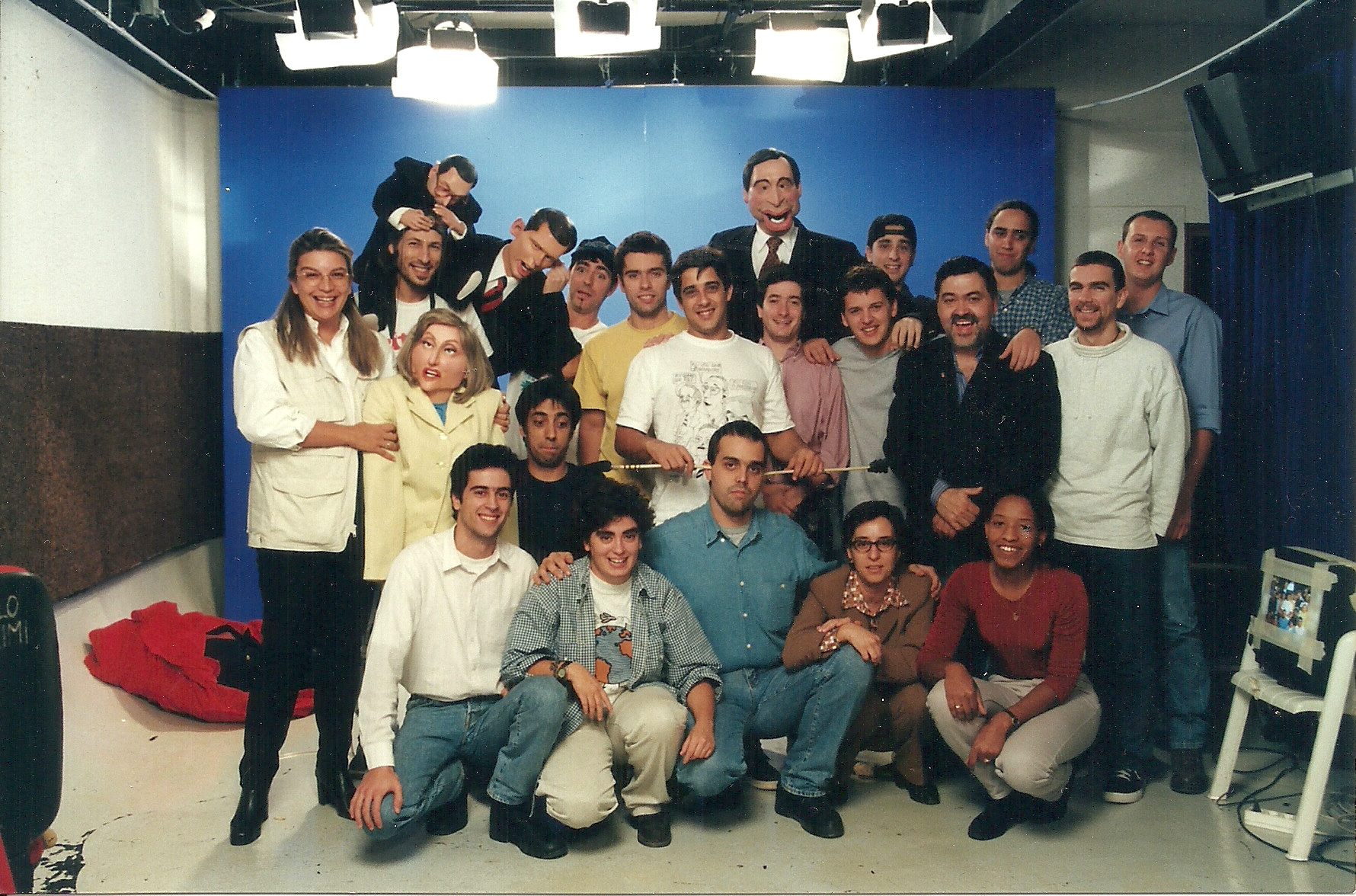
João Canto e Castro com a equipa da Mandala

- 1987-1988 - Humor de Perdição (uma série humorística de Herman José). No papel de violionista João Canto e Castro, surgia nos locais mais inesperados. Este programa pode ser visto na RTP Memória.
- Crime na Pensão Estrelinha (Herman José)
- Parodiantes de Lisboa
- 1991 - Jornal Tal & Qual. Contratado por este jornal para imitar a voz de Cavaco Silva, que tinha ganho as eleições em Outubro, vestiu a pele de Primeiro-Ministro e pelo telefone, convidou algumas figuras ilustres para formar um suposto Governo. O resultado foi fantástico: de dezassete personalidades só duas é que não "caíram" na partida.
- Pasteis de Belém (TSF), uma rubrica diária de sátira política ente Cavaco Silva e Mário Soares;
- 1992-1993 - Jornalouco (produção de Manolo Bello)
- 1993 - Cara Chapada (SIC)
- Desde 1997 - Novos Parodiantes[6]
- 1995 - João Canto e Castro & Popopolitica
- 1996-2010 - Contra Informação (RTP) (Produção de Mandala)[1]
- Desde 2013 – ContraPoder (SIC)
- Partir o Côco (produção de Manolo Bello)
- Vaca Cornélia
- Bom dia Domingo
- Apanhados
- Concurso Écran Mágico
- Estúdio 4 (Luís Pereira de Sousa)
- Concurso "1, 2, 3" ( Carlos Cruz)
- Bom Dia Domingo (Luís Pereira de Sousa)
- Concurso Faz de Conta" (Raúl Solnado)
- Rua Sésamo (RTP)
- Concurso "E o Resto é Conversa" (Teresa Guilherme)
- Concurso "Queridos Inimigos" (Margarida Reis e Rogério Samora)
- Programa Forum (TVI)
- Minas e Armadilhas (SIC)
- A Voz do Dono (Rádio Energia)
- Indiscrisons (RDP ANtena 1)
- 2020 - Do Contra (https://www.sapo.pt/do-contra)

## Publicidade
Na área da publicidade, ao longo da sua carreira, tem emprestado a sua voz a diversos spots publicitários, quer para rádio, quer para televisão.

## Violinista e Violetista
Paralelamente tem-se dedicado à música como instrumentista de violino e viola de arco interpretando repertórios de Música Tradicional Portuguesa a Música Clássica. Neste âmbito tem colaborado em muitas e variadas formações, designadamente:
É um dos membros fundadores do agrupamento Camerata da Cotovia, que se dedica a interpretação historicamente informada da Música Antiga, mais propriamente música europeia sacra e profana dos séculos XVI, XVII e XVIII. Neste contexto toca viola de arco barroca (uma cópia de um instrumento da época) procurando reviver as técnicas expressivas de então.
No que respeita à Música Clássica, para além da sua experiência na Orquestra Juvenil e pontualmente noutras formações orquestrais sob a direção de Alberto Nunes, Bochman, José Calvário ou Graça Moura, integrou várias formações de Música de Câmara como violinista e violetista, nomeadamente o grupo Cordas Atlântico, o Quarteto de Cordas de Mário Resende, e o grupo Oriyur (Paróquia de S. João de Brito).
Formou com Rui Pimpão o grupo de Música Celta "Evone" com o qual se tem apresentado em concertos e saraus musicais.
No campo da Música Ligeira integra desde a sua fundação o grupo “Ficha Tripla”, formação que se dedica à criação de música original.
Durante a sua carreira teve ainda alguma atividade no acompanhamento de fadistas, nomeadamente Nuno da Câmara Pereira, Fernando Maurício e Carlos Zel.
Com Gonçalo Barata e Jorge Carvalho fundou o grupo "Toca a Cantar" que se dedica à interpretação de Música Tradicional Portuguesa.
Nos espetáculos realizados recentemente participa com Manuel Gaspar, com João Amaral, com o ilusionista Nuno André e com muitos outros.
Participa com regularidade em coros em igrejas e orquestras constituídas para missas de casamentos, tocando violino ou viola de arco.

## Discografia
Ao longo da sua carreira tem participado como instrumentista em vários espetáculos e na gravação de vários discos:
- Grupo de Cordas Atlântico  – Intuições[9]
- 2012 – Gonçalo Barata – Ouvir Portugal[10]
- 2013 – Silvestre Fonseca e Amigos - Natal Para Sempre[11]
- 2014 – Gonçalo Barata – O Teu Beijinho[12]

## Livros, Jornais, Revistas e Redes Sociais
Ao longo da sua carreira tem surgido em inúmeros jornais e revistas com entrevistas, artigos sobre as suas imitações ou atuações.
A sua participação como imitador de vozes no programa Contra Informação é referida no livro "Ser do Contra", editado pela RTP, Mandala, RTC e Círculo de Leitores, Maio de 2000.
Facebook: Recentemente criou uma página no Facebook onde estão compiladas algumas das suas atuações e trabalhos realizados.
Youtube: Os seus trabalhos, as suas atuações e imitações também podem ser apreciadas no canal Youtube